# Pat Cooper
Pat Cooper, nato Pasquale Caputo (New York, 31 luglio 1929 – Las Vegas, 6 giugno 2023), è stato un attore statunitense.

## Biografia
Cooper nacque a Brooklyn, borough di New York, da Michael Caputo (nato Michele Caputo), un muratore italiano originario di Mola di Bari, e da Louise Gargiulo, nata anch'ella a Brooklyn da immigrati italiani. Recitò in circa 20 film a partire dall'inizio degli anni sessanta e divenne noto per il film Terapia e pallottole e il suo sequel Un boss sotto stress.
Pat Cooper è morto ultranovantenne nel 2023.

## Vita privata
Si sposò due volte tre figli: dalla prima moglie ebbe due figli, Michael e Louise, e con la seconda moglie, Patti Prince, che sposò nel 1964 (matrimonio durato fino alla morte di lei nel 2005), adottò una bambina.

## Filmografia parziale
- Terapia e pallottole (1999)
- Un boss sotto stress (2002)